# Aldeanueva de San Bartolomé (kommunhuvudort)
Aldeanueva de San Bartolomé är en kommunhuvudort i Spanien.   Den ligger i provinsen Toledo och regionen Kastilien-La Mancha, i den centrala delen av landet, 150 km sydväst om huvudstaden Madrid. Aldeanueva de San Bartolomé ligger 580 meter över havet och antalet invånare är 517.
Terrängen runt Aldeanueva de San Bartolomé är kuperad västerut, men österut är den platt.Runt Aldeanueva de San Bartolomé är det mycket glesbefolkat, med 5 invånare per kvadratkilometer. Närmaste större samhälle är Belvis de la Jara, 19,4 km nordost om Aldeanueva de San Bartolomé. Omgivningarna runt Aldeanueva de San Bartolomé är huvudsakligen savann.